# Raven (truyện tranh)
Raven là một siêu anh hùng hư cấu xuất hiện trong truyện tranh Mỹ được xuất bản bởi DC Comics. Nhân vật này xuất hiện lần đầu tiên trong một phần đặc biệt của DC Comics Presents # 26 (tháng 10 năm 1980), và được tạo ra bởi nhà văn Marv Wolfman và họa sĩ George Pérez. Là một Cambion Lưu trữ ngày 14 tháng 5 năm 2021 tại Wayback Machine, con gái của quỷ (Trigon) và mẹ là loài người (Arella), Raven là một người có thể cảm nhận được cảm xúc, cô điều khiển cảm xúc người khác và "linh hồn" của mình, "linh hồn"cô có thể chiến đấu và gây sát thương vật lí, cô có thể biến đổi nó theo ý muốn, cô cũng có năng lực thần giao cách cảm dùng để thăm dò địch; gần đây, cô ấy giỏi nhiều loại phép thuật phù thủy. Cô là thành viên nổi bật của đội siêu anh hùng Teen Titans. Nhân vật này cũng có biệt danh là Rachel Roth khi ở Trái Đất.
Raven đã xuất hiện trong nhiều chương trình truyền hình và phim hoạt hình, bao gồm trong teen titans, trong loạt phim cùng tên của Cartoon Network, được lồng tiếng bởi Tara Strong. Cô xuất hiện lần đầu trong bộ phim chuyển thể trực tiếp của loạt phim Titans của DC Universe, do Teagan Croft thủ vai.

## Tiểu sử của Raven
Raven còn được biết đến là Rachel Roth (biệt danh khi sống tại Trái Đất), là một nhân vật sử dụng sức mạnh của bóng tối được thừa hưởng từ người cha là vua quỷ Trigon, mẹ là loài người Arella. Sinh ra và lớn lên trong 1 thế giới tâm linh tên là Arazath, mang trong người 1 nửa dòng máu của quỷ nên cô có sức mạnh vô cùng to lớn đến nỗi luôn luôn phải kiềm chế cảm xúc của mình để không cho sức mạnh bùng phát. Khi lớn lên cô nhận thức được rằng Trigon đang lập kế hoạch để thống trị thế giới và cô quyết định chống lại cha mình. Ban đầu cô cố gắng tiếp cận JL nhưng bị từ chối, trong lúc tuyệt vọng, cô đã tìm thấy những người bạn của mình và cùng họ lập ra Teen Titans. Nhờ sức mạnh của Raven, Teen Titans đã hạ gục Trigon và Raven giam hắn trong 1 không gian đa chiều trong chính mình. Lợi dụng điều đó Trigon đã tìm cách điều khiển Raven và trốn thoát. Hắn tấn công trái đất và kiểm soát Raven. Teen Titans đành phải thông qua cô, giết chết cô để qua đó tiêu diệt Trigon. Được cho là đã chết nhưng Raven lại hồi sinh từ đống tro tàn của cuộc chiến nhưng sau đó cô đã biến mất.

## Sức mạnh
Là một Cambion, Raven có hàng loạt khả năng; cô ấy có thể cảm nhận và thay đổi cảm xúc của người khác, kìm nén sự tiêu cực và thậm chí khiến ai đó phải lòng cô ấy. Raven có thể chữa lành vết thương nhanh chóng bằng cách hấp thụ nỗi đau của bản thân hoặc người khác để nâng cao sức mạnh. Raven có thể phóng ra một dạng năng lượng đen có hình dạng của một con chim (là linh hồn của cô ấy),Raven dùng nó để dịch chuyển cô và đồng đội đến mọi nơi,nó còn có thể trở nên vô hình và cô cũng sử dụng nó để thăm dò địch. Ngoài ra nó còn được dùng như một tấm khiên vững chắc và có thể hấp thụ năng lượng khác.Cô ấy có thể khống chế người nào đó bằng cách bao bọc họ bên trong chính linh hồn của mình. Cô có thể bay trong không gian,đặc biệt còn có thể vượt thời gian. Là cambion, Raven rất mạnh mẽ. Cô đã thể hiện khả năng điều khiển năng lượng bóng tối và bóng tối thuần túy thuần thục. Raven có thể thao túng năng lượng, thời gian và cảm xúc. Khả năng này thể hiện ở các biến thể khác nhau, từ việc gây ra nỗi đau cực kỳ tàn bạo, gây căng thẳng, ảo ảnh dựa trên nỗi sợ hãi và đánh cắp cảm xúc từ người khác.  Raven có kiến thức sâu rộng về ma thuật và cũng được miêu tả như một phù thủy. Giống như các anh em của mình, Raven có thể gây ra và khuếch đại một trong bảy tội lỗi chết người (trong trường hợp của cô, niềm kiêu hãnh) cho bất kỳ sinh vật nào, tuy nhiên làm như vậy sẽ khiến cô bị buồn nôn trong vài ngày sau đó.Raven cũng có khả năng tiên tri, cho phép cô dự đoán các sự kiện trong tương lai sắp xảy ra, mặc dù điều này xảy ra không thường xuyên. cô đã từng gây bất tỉnh cho Tim Drake bằng một cú chạm, giải phóng những quả cầu lửa "trong nếp gấp của chiếc áo choàng" (như trong The New Teen Titans thường niên # 4 (1988), hoặc tạo ra những vụ nổ mạnh đến mức có thể để hạ gục tất cả anh em quỷ của cô và tất cả các Titans trưởng thành. Cô đã tiêu diệt hoàn toàn đội quân quỷ Rankor với số lượng hơn ba nghìn con quỷ và trong đó chứa những con quỷ mạnh mẽ từng đưa Titans vào phục kích trước đó.

## Các phiên bản khác
- Trong The Books of Magic thường niên # 3, một phiên bản của Teen Titans Raven có thể được nhìn thực tế thay thế của Timothy Hunter. Bản sao của Raven được đặt tên là "Moonchild", và là một người bên cạnh Phantom Stranger.
- Trong cốt truyện " Titans Tomorrow ", Dark Raven, một hình ảnh tương lai của Raven, là một thành viên của Titans Tomorrow. Cô được gọi là "Phù thủy độc ác của phương Tây" bởi vì cô đã hấp thụ cảm xúc của hầu hết lục địa Mỹ để duy trì hòa bình.
- Trong Amalgam Comics, sự hợp nhất của Raven và Aliya Dayspring của Marvel được gọi là Raveniya Dayspring.
- Trong vũ trụ Superman / Batman Mash-Up, Doctor Destiny đã nhốt Superman và Batman trong một vũ trụ nơi có sự pha trộn của một số nhân vật DC. Ravanna là sự hợp nhất của Raven và Zatanna, và là một thành viên quá cố của Justice Titans. Trang phục của cô được giữ làm kỷ niệm.
- Trong DC / Wildstorm: Giấc mơ Xuất hiện Tháp Titans ban đầu. Ông Majestic được gửi đến để điều tra nhưng bị Starbolt hạ gục và bị một cú chạm duy nhất từ Raven trước khi hầu hết các Titans trốn thoát. Cô tiếp theo xuất hiện cùng với các Teen Titans khác khi họ giao chiến với các thành viên của Gen 13. Là những anh hùng của DC, hoạt hình như họ, nhận ra rằng họ đang bị Chimera sử dụng và ngừng chiến đấu và trở lại một cách thận trọng hơn với thế giới xung quanh họ, Chimera quyết định mơ về những nhân vật phản diện như Doomsday để tiếp tục với mong muốn của mình trước khi dùng đến việc ấp nở một Sun-Eater bên trong mặt trăng. Trong khi hầu hết các anh hùng du hành lên mặt trăng để ngăn chặn Sun-Eater phá hủy nó, Raven cùng với Midnighter, độc lập với nhau, suy luận về việc Chimera đang ẩn náu qua Thư thuần chủng của Edgar Allan Poe, cả hai đều suy luận rằng Chimera đang trốn trong tầm nhìn rõ ràng. Sau một trận chiến ngắn với Kẻ trộm bóng tối, thoáng thấy trong tâm trí của Raven, cuối cùng họ cũng tìm thấy Chimera bị thu nhỏ trước khi đánh thức anh ta, khiến tất cả các nhân vật DC biến mất, nhưng để lại thiệt hại.
- Raven là một nhân vật chính trong Tiny Titans, trong đó cô sống ở nhà với cha Trigon, người thay thế làm giáo viên tại trường của cô.
- Trong loạt Booster Gold, Black Beetle đã quay ngược thời gian về lịch sử tham nhũng. Trong trận chiến giữa Teen Titans chống lại Deathstroke và Ravager, Black Beetle giết chết Titans để cứu Raven, người đã xuất hiện một lúc sau đó.Rip Hunter đến hiện trường và nói với Raven rằng lịch sử đã được lan truyền, và yêu cầu cô ấy giúp họ theo dõi Black Beetle. Raven đồng hành cùng họ đến một tương lai thay thế nơi New Teen Titans chưa từng tồn tại và Trigon đã chiếm lấy trái đất. Họ theo dõi Black Beetle nhưng anh trốn thoát vào dòng thời gian. Họ quay trở lại thời gian của trận chiến với Raven và để sửa thời gian. Booster hạ gục Deathstroke, mặc áo giáp và tái tạo cảnh. Trước khi khởi hành với cơ thể của Raven, Booster nói với Robin, "Ôm lấy di sản của bạn và hướng dẫn Damian ". Trong khi đó, Raven gieo những ký ức sai lầm vào tâm trí của Deathstroke, để anh ta mãi mãi đổ lỗi cho Titans về cái chết của con trai mình và sẽ trở thành kẻ thù lớn nhất của Teen Titans.
- Trong dòng thời gian thay thế của cốt truyện " Flashpoint ", Raven là thành viên của Secret Seven, một nhóm phù thủy mạnh mẽ của Trái đất. Raven, Zatanna và Mindwarp bị giết bởi Enchantress, người hóa ra là gián điệp của Amazon và đã được lệnh xâm nhập vào Secret Seven. Enchantress cuối cùng bị giết bởi Superman. Thật kỳ lạ, mối quan hệ của Raven và Zatanna với cha của họ dường như đã thay đổi trong thực tế này, với việc Zatanna ghét cô và Raven cố gắng sống để trở thành anh hùng mà Trigon từng có.
- Truyện tranh tiền truyện của trò chơi Injustice: Gods Among Us thấy Raven tham gia Chế độ mới thành lập của Superman, trong nỗ lực thực thi hòa bình trên toàn thế giới. Cô trực tiếp hỗ trợ trong việc đảm bảo vị trí của cha mẹ nuôi của Superman khi chính phủ bắt cóc họ trong nỗ lực ngăn chặn Superman. Trong suốt phần lớn, cô đã bị một con dấu ma thuật ngăn cản Chế độ tìm thấy cô, mặc dù cô được sử dụng trong một mưu đồ để rút Superman ra. Gần cuối truyện, cha cô Trigon xuất hiện trong trận chiến giữa Chế độ và Nổi dậy; anh ta chịu trách nhiệm cho sự mất tích của Raven, với sự giúp đỡ của John Constantine, Raven bị đánh thức khỏi giấc ngủ mê hoặc của cô khi cha cô tham gia vào trận chiến vũ trụ với Mister Mxyzptlk, kẻ đe dọa nhấn chìm tất cả. Raven cố gắng tiếp cận cha cô, chỉ để Doctor Fate can thiệp và trục xuất cha cô và thúc đẩy sang một chiều không gian khác, giết chết Trigon. Phần thứ tư thấy Raven thoáng chốc tự bảo vệ mình trong một chiều không gian nhỏ, nơi cô bối rối vì đau buồn về cái chết của cha mình,  cô đã tự dèm pha đến mức nào. Cô ấy hỏi nơi cô ấy thực sự thuộc về quỷ / người. Phần năm thứ năm, Superman đến thăm Raven để mời cô tham gia lại chế độ. Cô tái gia nhập Chương 34 bằng cách sử dụng ma thuật hắc ám của mình để bôi đen sức mạnh của Trái đất và tham gia kế hoạch của phe nổi dậy để vạch trần tội ác của Superman. Cô và Cyborg bắt Deathstroke tại phòng thí nghiệm STAR.
- Trong vũ trụ DC Bombshells, mẹ của Raven đến từ Đức và yêu linh hồn núi rừng quái thú, Das Trigon. Bất chấp sự ghét bỏ mà cô nhận được từ những người dân làng khác khi sinh con gái của Trigon, Azaria vẫn chăm sóc Raven trong khi dạy cô một số phép thuật. Sau khi ngôi làng và thị trấn của họ bị giết bởi quân Đức và Killer Frost, Con gái của Joker đã đưa Raven vào và buộc cô sử dụng phép thuật của mình để mang lại lợi ích cho Đệ tam. Cô ban đầu xuất hiện khi John Constantine và Zatanna(cũng là nạn nhân của Con gái của Joker's) bị ném vào khu ổ chuột, nhưng được tiết lộ là Con gái của Joker đã cải trang, người đã sử dụng Zatanna để biết kế hoạch của Bombshells. Con gái của Joker sau đó triệu tập Raven (người vẫn còn nằm trong tầm kiểm soát của cô), để phá hủy Bombshells chống lại ý chí của cô. Tuy nhiên, một số phép thuật của cô truyền sang Miri Marvel, người hợp tác với Zatanna để thoát khỏi lời nguyền con gái của Joker's. Sau đó, cô làm việc cùng với Bombshells để đánh bại và tước đoạt Con gái của Joker's và quân đội của cô.

## Trong các phương tiện truyền thông khác

### Tivi

#### Live action
- Raven là một trong những nhân vật chính của bộ phim truyền hình Titans, đóng bởi Teagan Croft.  Sau khi "mẹ" của cô bị sát hại, cô thể hiện khả năng thần giao cách cảm đặc biệt của mình để cầu cứu và chạy trốn khỏi thị trấn. Cô nhanh chóng bị bắt cóc và đưa đến đồn cảnh sát, nơi cô gặp siêu anh hùng Robin, người mà cô nhận ra từ những cơn ác mộng của mình, và yêu cầu anh ta giúp đỡ. Cuối cùng, Robin thành lập một nhóm các anh hùng để bảo vệ Rachel khỏi cha cô và các nhân vật của anh ta đồng thời giúp cô học cách sử dụng năng lực của mình.

#### Hoạt hình
Raven là thành viên của p Teen Titans. Cô luôn xuất hiện với một áo choàng và trang phục màu đen (trang phục tiêu chuẩn của cô), nhưng trong những dịp hiếm hoi, cô được mặc một bộ trang phục có thiết kế giống hệt khác tông màu.
Tất cả sự xuất hiện của Raven được lồng tiếng bởi Tara Strong.
- Một phiên bản tuổi teen của Raven xuất hiện trong loạt phim hoạt hình Teen Titans. Một trong những nhân vật đột phá của chương trình, trang phục của cô tương đối giống với truyện tranh của cô, nhưng chiếc váy màu xanh của cô được thay thế bằng một chiếc áo choàng cùng màu, có mũ trùm đầu và một chiếc leotard màu đen để tránh một số biến chứng về hoạt hình. Raven được miêu tả với làn da trắng nghiên xám, đôi mắt màu xanh tím và mái tóc tím dài ngang vai.Cô là con gái của Arella và vua quỷ Trigon như trong truyện tranh.Sức mạnh của Raven giống như truyện tranh và Cô thường đọc câu thần chú "Azarath Metrion Zinthos",cô ấy cũng sử dụng câu thần chú trong khi thiền. Raven cũng được xem là một chiến binh dùng võ khá giỏi, mặc dù cô chỉ thỉnh thoảng sử dụng khả năng này trong trận chiến.Sức mạnh của cô khá đa dạng như:đi vào tâm trí của người khác, dịch chuyển bản thân và những người khác đến mọi nơi, xuyên tường hoặc qua lửa, và thậm chí thay đổi ngoại hình của chính cô ấy,chữa lành bản thân và những người khác, dừng thời gian và biến thành quỷ. Cô có nhiều sách phép thuật như một thư viện trong phòng của mình, còn có vật lạ và bùa chú mạnh mẽ. Sức mạnh hoàn toàn gắn liền với cảm xúc của cô, trở nên mạnh mẽ hơn và không ổn định hơn với cường độ của cảm xúc. Raven thường đưa ra lời khuyên như một hiền triết cho những người khác về các chủ đề khác nhau, và luôn giữ bình tĩnh trong những tình huống tuyệt vọng. Cô cũng là người giỏi kiềm chế cảm xúc nhất trong các Titans,và có vẻ kín đáo và xa cách. Tuy nhiên, cuối cùng cô cũng đã hòa hợp với đồng đội và xem họ như gia đình của mình. Phần thứ tư là một phiên bản kể về cuộc chiến với Trigon  trong và nói chung giữ bình tĩnh ngay cả trong tình huống tuyệt vọng. Cô cũng là người kiềm chế cảm xúc nhất trong các Titans, có vẻ kín đáo và xa cách. Lý do cho sự kiềm chế cảm xúc của cô là do những tác động bất lợi mà cảm xúc của cô có đối với khả năng siêu nhiên của cô. Tuy nhiên, cuối cùng cô cũng làm ấm lòng đồng đội và đến xem họ như gia đình của mình. Phần thứ tư kể về cuộc chiến với Trigon(cha Raven) và có năm tập phim tập trung rất nhiều vào Raven. Trong suốt các tập phim, Raven cố gắng tránh trở thành cánh cổng sẽ giải phóng Trigon. Tuy nhiên, với việc Slade được Trigon trao quyền, Raven và đồng đội đã gặp rất nhiều khó khăn.Raven hồi sinh một đứa trẻ năm tuổi và được Robin cứu thoát khỏi vực sâu của nhà tù Trigon. Robin và các Titans khác quyết định chiến đấu bằng mọi giá,dù cuối cùng họ không có khả năng đánh bại Trigon. Những nỗ lực của họ đã thuyết phục Raven xuất hiện và cô đã đánh bại Trigon bằng sức mạnh màu trắng tinh khiết của linh hồn mình, đưa thế giới trở lại bình thường. Trong mùa thứ năm của chương trình, cô trở nên cởi mở và thân thiện hơn.

Sự xuất hiện của Raven trong Teen Titans Go!
- Raven xuất hiện trở lại trong Teen Titans Go!. Mặc dù ngoại hình của cô hầu như không thay đổi so với phim Teen Titans ban đầu, nhưng sau đó mái tóc trở nên ngắn hơn và có màu đen với những vệt màu tím thay vì màu tím hoàn toàn. Ngoài ra, trong tập phim "Hey Pizza", leotard của cô được gọi đùa là " bộ đồ tắm ". Phiên bản Raven này có tính cách cởi mở hơn,hay trò chuyện hơn đáng kể, mặc dù cô thỉnh thoảng thể hiện mặt tối của mình. Trong "Sandwich huyền thoại", tiết lộ rằng cô ấy yêu thích chương trình Pretty Pretty Pegasus (một bản nhại của My Little Pony, với giọng ca mạnh mẽ Twilight Sparkle) nhưng lại sợ bất kỳ vật "nữ tính" nào khác (hoa, trái tim, sôcôla và thỏ). Tương tự như truyện tranh, cô có cảm tình với Beast Boy mà đỉnh điểm là sự hấp dẫn lẫn nhau thực sự trong "Rocks and Water". Họ chính thức trở thành một cặp trong tập phim đôi "BBRae", được đặt tên theo "tên tàu" được người hâm mộ của họ sử dụng như một cặp vợ chồng. Cô có một danh tính siêu anh hùng khác tên là "Lady Legasus", một siêu anh hùng với trang phục vàng và có đôi chân mạnh mẽ, như tên gọi của cô.
- Raven xuất hiện dưới dạng cameo không nói trong đoạn ngắn DC Super Friends.
- Raven xuất hiện trong tập cuối hai phần của DC Super Hero Girls "Nevermore" (lồng tiếng bởi Tara Strong), trong đó cha quỷ của cô đang sử dụng phép thuật của mình để mở một cánh cổng tới Metropolis. Cô trở lại trong spin-off Legends of Atlantis, nơi cô sử dụng câu thần chú thương hiệu sê-ri năm 2003 "Azarath, Metrion, Zinthos".
- Raven xuất hiện trên OK KO! Hãy trở thành anh hùng trong "Crossover Nexus" đặc biệt. Điều này đánh dấu lần đầu tiên nhân vật của cô xuất hiện trong một tài sản không thuộc DC.
- Raven dự kiến sẽ xuất hiện như một nhân vật phụ trong loạt phim hoạt hình Nightwing đã lên kế hoạch.
- Raven sẽ xuất hiện trong sê-ri DC Super Hero Girls năm 2019 với vai diễn Tara Strong.

### Phim
- Raven xuất hiện trong Teen Titans hoạt hình như bộ phim Teen Titans: Trouble in Tokyo, với Tara Strong với vai trò của mình một lần nữa.
- Raven xuất hiện với tư cách là nhân vật chính trong bộ phim hoạt hình Justice League vs Teen Titans, do Taissa Farmiga lồng tiếng. Cô là trung tâm của câu chuyện khi nó xoay quanh cha cô, Trigon, cố gắng chinh phục Trái đất bằng cách sở hữu Justice League, sử dụng Raven làm cổng thông tin.  Năm mười bốn tuổi, cô gắn bó với Damian Wayne khi họ nhận ra nhau là những linh hồn tốt bụng. Phiên bản này thể hiện tông màu da xỉn màu của phiên bản phim truyền hình 2003 của cô ấy, và tại một thời điểm cũng sử dụng câu thần chú tiêu chuẩn sau này ("Azarath, Metrion, Zinthos") để thực hiện phép thuật của cô. Cô đã nhốt Trigon trong một viên pha lê ma thuật, thứ mà bây giờ cô đeo trên trán mọi lúc.
- Raven xuất hiện trong phần tiếp theo hoạt hình Teen Titans: The Judas Contract, với Farmiga đảm nhận vai trò của cô. Cô vẫn gần gũi với Damian và đã làm ảnh dịu đi, thậm chí đùa với nhau, cố gắng giúp đỡ Terra với những cơn ác mộng, và cũng mang theo một con chó đen làm thú cưng. Raven sẽ xuất hiện trong bộ phim hoạt hình Justice League Dark: Apokolips War với Farmiga thể hiện vai diễn của cô như các bộ phim trước.
- Teen Titan! và phiên bản sê-ri phim hoạt hình gốc của Teen Titans xuất hiện trong Teen Titans Go! so với Teen Titans, với Tara Strong tái lập vai trò cho cả hai. Ngoài ra, một số phiên bản thay thế của Raven xuất hiện trong suốt bộ phim, bao gồm các bộ  Tiny Titans, truyện tranh New Teen Titans và Vũ trụ Điện ảnh DC.

### Khác
- Trong miniseries  Smallville: Harbinger, một cô gái trẻ bị Brother Blood bắt cóc để dùng làm vật phẩm để triệu tập Sons of Trigon, Bảy tội lỗi chết chóc. Nghi thức bị gián đoạn bởi Zatanna và Constantine. Zatanna giải thoát cô gái nhưng Constantine bỏ chạy với cổ vật mà anh ta đang tìm được; Sách phép thuật. Anh thành công trong việc triệu tập "Bảy tội lỗi", dùng chính mình làm vật hiến tế và đuổi theo Zatanna cùng với cô gái. Constantine, nhìn thấy linh hồn của những người đã bị giết vì anh ta, đã thay đổi ý định và sử dụng trái tim của Brother Blood để đánh bại họ. Sau đó, Zatanna đặt cô gái dưới sự chăm sóc của Jay Garrick. Khi hỏi cô ấy tên gì, cô ấy nói tên của mình là:"Rachel Roth, nhưng bạn có thể gọi tôi là Raven".

### Trò chơi video
- Raven là một nhân vật trong Teen Titans Game Boy Advance và các trò chơi video điều khiển, với Tara Strong tái hiện vai trò của cô trong phần sau.
- Raven xuất hiện trong DC Universe Online, được lồng tiếng bởi Adriene Mishler. Cô đã bị cha Trigon chiếm hữu như là một phần của cuộc xâm lăng của quỷ dữ và Trái đất, sử dụng Raven. Người chơi Hero và Villain sẽ chiến đấu với, hoặc chống lại Titans để tự do hoặc giữ Raven dưới sự kiểm soát của Trigon. Nếu cô ấy được giải thoát, cô ấy sẽ tham gia cùng những người chơi Hero cùng với Zatanna và Doctor Fate trong trận chiến với Brother Blood, người là chất xúc tác cho cuộc xâm lược của Trigon. Thông qua các clip thông tin nhỏ được tìm thấy trong suốt trò chơi, người chơi sẽ biết rằng Circe khá trầm trọng khi Raven từ chối nhượng bộ và mong muốn cô bị trừng phạt một khi cô có thứ mình muốn, trong khi Wonder Woman coi cô là anh hùng thực sự vì chứa đựng thế lực đen tối bên trong cô. và tiếp tục cuộc đấu tranh chống lại nó. Bên ngoài câu chuyện chính, Raven nằm trong Tháp Canh ' s Cánh ma thuật nơi cô là người bán bộ giáp Cấp 1 cho các anh hùng được điều chỉnh ma thuật. Nếu nhấp liên tục, cô ấy sẽ nhận xét về cách cô ấy không phải lúc nào cũng mỉa mai khi nói.
- Raven là một nhân vật có thể điều khiển trong Injustice: Gods Among Us, với Tara Strong một lần nữa đảm nhận vai trò của mình nhưng với giọng nói trầm hơn và ma quỷ hơn (mặc dù đoạn trailer có Green Lantern trong Story Mode đã cho cô có giọng nói giống như hóa thân trên truyền hình, gợi ý rằng giọng nói của Strong đã được lọc). Trigon xuất hiện như một phần trong siêu tấn công của cô,  và ghi chú Raven của Regime trong cuộc đối đầu với Wonder Womanrằng cô phục vụ Siêu nhân thế giới của mình vì hành động của Siêu nhân sẽ hỗ trợ cho sự trở lại của cha cô. Trong phần kết thúc của người chơi, Raven "bình thường", sau khi đã tiêu tốn một lượng lớn năng lượng ma quỷ đánh bại Superman, nhận ra quá muộn rằng cô đã triệu tập cha Trigon của mình vào thế giới. Cảm ơn cô, anh triệu tập một đội quân quỷ và bắt đầu chinh phục thế giới.
- Raven xuất hiện như một nhân vật có thể tải xuống nội dung trong LEGO Batman 3: Beyond Gotham.
- Raven, trong Teen Titans Go! hóa thân, xuất hiện như một nhân vật có thể điều khiển được trong Lego Dimensions, với vai trò của Tara Strong.
- Raven xuất hiện trong đoạn kết của Starfire trong Injustice 2 khi phần sau có đoạn hồi tưởng về những Người khổng lồ ăn mừng chiến thắng của họ. Starfire đề cập rằng Raven không còn ở bên họ nữa vì giờ cô ấy đã trở thành người hầu của Trigon.
- Raven xuất hiện như một nhân vật có thể điều khiển trong Lego DC Super-Villains, được lồng tiếng một lần nữa bởi Tara Strong.